# Estación de South Wimbledon
South Wimbledon es una estación del metro de Londres situada en el barrio de South Wimbledon, municipio de Merton, en Londres, Reino Unido.
Inaugurada en 1926, tiene servicios de la Northern Line.